# STEP A GO!GO!
《STEP A GO! GO!》是日本歌手户松遥的第15张单曲唱片。该曲于2015年9月30日由Music Ray'n发行。

## 概要
《STEP A GO! GO!》为前作品《courage》，亦为2015年的第1作。
该单曲分为2个版本推出，分别为初回生产限定盘、通常盘。初回生产限定盘附属一张DVD，内容为《STEP A GO! GO!》的音乐影片以及该作15秒与30秒版本的电视广告。

## 收录曲
CD单曲
全編曲：古川贵浩
1. STEP A GO!GO! [4:27]
  - 作詞：渡辺拓也、作曲：古川貴浩
2. 愛しい光
  - 作詞：近藤圭一、作曲：龍島裕昌

DVD（附属于初回生产限定盘中）
1. STEP A GO!GO!（Music Clip）
2. STEP A GO!GO!（TV Spot 15sec+30sec）